# Núria Vidal de Llobatera i Pomar
Núria Vidal de Llobatera i Pomar (nascuda el 1945 - 10 de desembre de 2024) fou una biòloga i activista catalana. Destacà per la seva implicació en el moviment antifranquista i el moviment ecologista a Catalunya.
Filla d'una professora universitària que va tenir tres fills i els va haver de criar sense marit perquè aquest se'n va anar a Amèrica. Era cosina de primer grau de Xavier Trias i Vidal de Llobatera, que fou alcalde de Barcelona. Com ell, era neta del polític nacionalista Pelai Vidal de Llobatera i Lliurella, qui havia estat membre de la Lliga Regionalista i després un dels fundadors d'Acció Catalana. També era cosina de primer grau de Jordi Llovet i Pomar.
Mentre estudiava la carrera de Biologia, l'any 1966 va participar dels fets coneguts com la Caputxinada que van servir d'assemblea fundacional del Sindicat Democràtic d'Estudiants de la Universitat de Barcelona. Va ser la responsable de prendre acta com a secretària. Aquells fets li van costar diverses detencions i, fins i tot, un pas per la presó de la Trinitat. Els seus advocats van ser Josep Solé Barberà, August Gil Matamala i Miquel Roca Junyent. Va ser per esquivar la presó per la seva vinculació a l'antifranquisme polític que l'any 1974 decideix exiliar-se, primer a París i després a Suècia, per recomanació de Roca.Allà coneix al que seria el seu marit, el també activista Jonas Nilsson, i entraria en contacte amb el moviment contra les centrals nuclears. També va aprofitar per especialitzar-se en ecologia urbana. Un cop aprovada l'amnistia, l'any 1983, tots dos s'instal·laren de nou a Catalunya.
És a partir del seu retorn que es vinculà a moviments ecologistes com Acció Ecologista que després acabaria integrada dins la plataforma Ecologistes en Acció de la que Vidal de Llobatera ha fet de portaveu en diverses ocasions. També es vinculà a altres plataformes en defensa del territori com SOS Costa Brava. Com a biòloga s'especialitzà en el tractament d'aigües residuals.